# Mannekäng i rött
Mannekäng i rött är en svensk thrillerfilm från 1958 i regi av Arne Mattsson. I huvudrollerna ses Anita Björk, Karl-Arne Holmsten och Annalisa Ericson. Filmen är en uppföljare till Damen i svart och följdes av Ryttare i blått, Vita frun och Den gula bilen, där detektiverna Hillman löser brott.

## Handling
Jakten på en utpressarliga leder paret Hillman till det exklusiva modehuset La Femme, där Kajsa tar anställning som modell. Släktingarna till den förmögna och rullstolsburna ägarinnan strider om vem som skall ta kontrollen över företaget när hon dör. En natt brinner hon inne, fast i sin rullstol, när någon tänder eld på hennes hus.

## Om filmen
Filmen hade premiär den 19 december 1958 på biografen Royal i Stockholm. Som förlaga har filmen Folke Mellvigs roman Mannekäng i rött som utgavs året efter filmen, 1959.
Filmen är inspelad i Sandrew-Ateljéerna, i Forumgallerian i Uppsala, i Nordiska museet, på Ulriksdals galoppbana, på Örbyhus slott, i Sigtuna och mannekänguppvisningsscenen i filmen är inspelad i Gävle Teater. Branden är inspelad på Furusund och i det varmbadhus som brann 1958. Modehuset La Femme är i filmen beläget i Vällingby Centrum. Vissa scener som utspelar sig i modehuset La Femme är filmade i Fridhemsskolan på Kungsholmen.
Filmen har visats vid ett flertal tillfällen på TV4 och i SVT, bland annat 1990, 2001, 2010, 2019 och i augusti 2025.

## Kritik
| ”                                                       | Bildmässigt är filmen briljant gjord av Arne Mattsson, och Hilding Bladhs färgfoto når i sina bästa ögonblick, t. ex. en sekvens från kyrkogården med mjukt silande solljus genom lövverket, en lyrisk kvalitet alldeles utanför sammanhanget. Till de visuella effekterna hör också Magos uppsättning av eleganta modekreationer, chockartat vackra eller bara chockartade, och Bibi Lindströms uppsättning av flotta interiörer. | „ |
| – Signaturen Lill i Svenska Dagbladet, 20 december 1958 | |   |

## Rollista (i urval)
- Karl-Arne Holmsten – John Hillman, privatdetektiv
- Annalisa Ericson – Kajsa Hillman, Johns fru
- Nils Hallberg – Freddy Sjöström, Johns assistent
- Lena Granhagen – Sonja Svensson, expedit på modehuset La Femme, Freddys fästmö
- Anita Björk – Birgitta Lindell, chefsmannekäng på La Femme
- Lillebil Ibsen – Thyra Lennberg, ägare till modehuset La Femme
- Bengt Brunskog – Robert "Bobbie" Nordahl, Thyra Lennbergs fosterson
- Lennart Lindberg – Rickard von Hook, Thyra Lennbergs systerson
- Gio Petré – Gabrielle von Hook, Thyra Lennbergs systerdotter
- Kotti Chave – Sune Öhrgren, kriminalkommissarie
- Torsten Winge – Oskar Lindkvist, vaktmästare
- Lissi Alandh – "Peter" Morell, modeskapare
- Silvija Bardh – Märta Falk, chefssömmerska
- Eivor Landström – damen med katten
- Elsa Prawitz – Katja Sundin, mannekängen i rött
- Kerstin Dunér – Anette, mannekäng
- Anita Lindblom – Monika, mannekäng
- Maritta Marke – Elsa Magnusson, hushållerska
- John Norrman – Johansson, slottsvaktmästare
- John Melin – Westman, slottsvaktmästare
- Georg Skarstedt – kyrkogårdsvaktmästare
- Bellan Roos – lärarinna på museet
- Ludde Juberg – museivaktmästare
- Dora Söderberg – överstinnan, kund på La Femme
- Manne Grünberger – Thyra Lennbergs chaufför
- Björn Gustafson – Pettersson-Starck, utpressare
- Rune Carlsten – kommerseråd, utpressaroffer
- Curt Löwgren – vakt
- Gustaf Hiort af Ornäs – herre i plommonstop
- Siegfried Fischer – besökare på slottet
- Leif Nilsson – blomsterbud
- Olle Grönstedt – polis

## Musik i filmen
- Monsieur Williams (Oskar Svensson/Visan om Oskar Svensson), kompositör Léo Ferré, fransk text Jean-Roger Caussimon, svensk text Bo-Ivan Petersson, sång Monica Nielsen som dubbar Gio Petré
- It's Up to You, kompositör Angy Palumbo, instrumental
- Serenad, stråkar, K. 525, G-dur (Eine kleine Nachtmusik), kompositör Wolfgang Amadeus Mozart, instrumental
- Ein Sommernachtstraum. Hochzeitmarsch (En midsommarnattsdröm. Bröllopsmarsch), kompositör Felix Mendelssohn, instrumental

## DVD
Filmen gavs ut på DVD 2008 och i samlingsboxarna 5 Hillmanklassiker 2003, Privatdetektiv Hillman box 2010 och Den stora Hillmanboxen 2018.